# Enrique Flores Magón
Hermenegildo Enrique Flores Magón (Teotitlán del Camino, Oaxaca, 13 de abril de 1877-Ciudad de México, 28 de octubre de 1954) fue un periodista y político mexicano y uno de los tres hermanos Flores Magón. 

## Biografía
Teodoro Flores. Fue el menor de los tres hermanos Flores Magón, vivió los primeros años de su infancia en Oaxaca y su familia migró a la Ciudad de México. Estudiaba en la capital del país; en 1892 cuando comenzó a participar en las manifestaciones contra la tercera reelección del presidente Porfirio Díaz, muy joven se había iniciado en el periodismo junto con sus hermanos Jesús y Ricardo, en 1902 cuando colaboraba en El hijo de El Ahuizote fue apresado con Ricardo en la prisión para negros de Santiago Tlatelolco. En la prisión tuvo oportunidad de discutir con su hermano sobre las ideas de autores como Piotr Kropotkin, Faure, Errico Malatesta, Jean Grave, Máximo Gorki y Pierre-Joseph Proudhon, y hablaron sobre la posibilidad de difundir propaganda anarquista en México.
Al salir de prisión en enero de 1903 vuelven a publicar El hijo de El Ahuizote, el 5 de febrero en el balcón de las oficinas del periódico colocan un gran crespón negro y una pancarta con la leyenda "La Constitución ha muerto..." misma que Enrique Flores Magón dibujara. El 2 de abril, participó en la irrupción de liberales en una manifestación a favor de Porfirio Díaz y se tornó en una manifestación de protesta que lanzaba "mueras" al dictador.
El 11 de abril de 1903 fue hecho prisionero y recluido en la cárcel de Belén de la Ciudad de México. Al ser liberados un decreto de Porfirio Díaz prohibía cualquier publicación o escrito de los Flores Magón, sin pena de severos castigos para el impresor. La represión política del gobierno mexicano obligó a Enrique y Ricardo Flores Magón a salir del país. Los últimos días de 1903 arribaron a Laredo, Texas.
Vivió en varias ciudades de Estados Unidos y Canadá ocultando su identidad y cambiando constantemente de domicilio perdiendo contacto muchas veces con su hermano. En San Luis, Misuri, firmó como tesorero el Programa del Partido Liberal Mexicano en 1906.
Volvió a estudiar en los Estados Unidos el periódico Regeneración fundado en 1900 por sus hermanos Jesús y Ricardo, y organizó la red clandestina para su distribución en México hasta 1917, año en que se separa de la Junta Organizadora del Partido Liberal Mexicano y del grupo editor de Regeneración.
Después de la muerte en prisión de su hermano Ricardo en 1922 regresó a México en 1923. Tuvo desavenencias con otros integrantes de lo que fuera la Junta Organizadora del PLM.
En 1933, junto con líderes de la Liga Nacional Agraria, participó en la fundación de la Confederación Campesina Mexicana en San Luis Potosí que apoyó la candidatura de Lázaro Cárdenas.
Se entrevistó con el historiador Samuel Kaplan y de su conversación se editó el libro "Combatimos la tiranía; un pionero revolucionario mexicano cuenta su historia", publicado en 1958.
Falleció en la Ciudad de México el 28 de octubre de 1954.

## Curiosidades
El actor estadounidense de origen chicano, Edward James Olmos dice ser bisnieto de Enrique Flores Magón.